# Tsoukatosia christinae
Tsoukatosia christinae is een slakkensoort uit de familie van de Clausiliidae. De wetenschappelijke naam van de soort is voor het eerst geldig gepubliceerd in 2003 door A. & P. Reischutz.